# Žerotín
Žerotín (deutsch Scherotein, auch Zerotein) ist eine Gemeinde in Tschechien. Sie liegt 18 Kilometer nordwestlich von Olomouc in der Hanna und gehört zum Okres Olomouc.

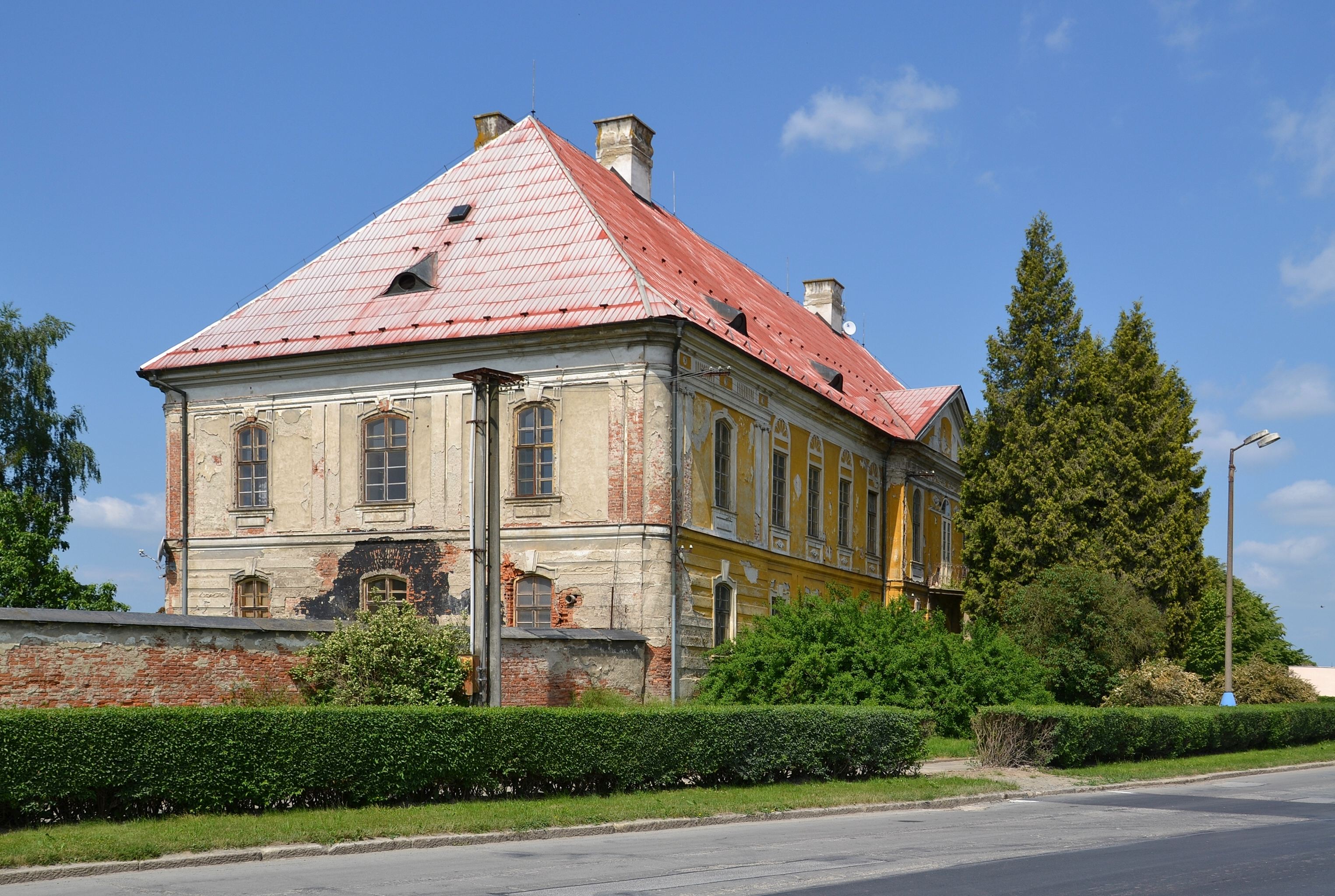
Schloss

## Geographie
Das Dorf befindet sich am linken Ufer des Flüsschens Teplička, welche südlich des Ortes in die Oskava mündet. In Žerotín kreuzen sich die Staatsstraßen 447 zwischen Šternberk und Litovel, mit der 446 von Uničov nach Olomouc.
Nachbarorte sind Mladějovice im Nordwesten, Hnojice im Südosten, Liboš, Novoveská čtvrť und Štěpánov im Süden, Boudy und Střeň im Südwesten, Pňovice im Westen sowie Papůvka und Strukov im Nordwesten.

## Geschichte
Žerotín wurde 1131 erstmals urkundlich erwähnt, als der Olmützer Bischof Heinrich Zdik Teile des Dorfes von der Olmützer Kirche St. Peter der neuerrichteten Wenzelskirche zuordnete. Zum Ende des 12. Jahrhunderts erwarb das Geschlecht von Bludov den Ort und der Zweig nannte sich von Žerotín. Um 1348 erfolgte der Bau einer Feste, die in den Hussitenkriegen verwüstet wurde.
1480 erwarb das Augustiner-Chorherrenstift Sternberg den Besitz; 1599 wurde die Feste erneuert. 1751 erfolgte durch die Chorherren der Umbau der Feste zu einem Barockschloss mit großem Schlosspark, das bis zur Säkularisation im Jahre 1784 als Sommersitz diente. 1798 entstand auf dem südlichen Teil des Katasters die Kolonie Jägersfeld. In den Napoleonischen Kriegen wurde das Schloss durch das Kriegslazarett Ober Langendorf genutzt. 1827 erwarb Philipp Ludwig Saint-Genois d’Aneaucourt (1790–1857) Žerotín. Er ließ die Innenausstattung des Schlosses im englischen Stil erneuern und schloss Žerotín an die Herrschaft Kloster Hradisko an.
Nach der Ablösung der Patrimonialherrschaften im Jahre 1848 wurde Žerotín mit Jägersfeld zur selbständigen Gemeinde. Ab 1850 gehörte Žerotín zum Bezirk Šternberk. 1867 löste sich Jägersfeld/Liboš los und bildete eine eigene Gemeinde.
Das Schloss mit dem zugehörigen Gut kauften 1879 die Liechtensteiner. Zu Beginn des 20. Jahrhunderts wurde der Schlosspark durch eine Windhose verwüstet. Eine Wiederherstellung erfolgte nicht; Teile des Areals wurden gerodet und landwirtschaftlicher Nutzung zugeführt. Vier große Statuen griechischer Gottheiten wurden in den Schlosspark Feldberg umgesetzt.
1945 erfolgte die Enteignung der Liechtensteiner. Das Schloss wurde zum Sitz einer landwirtschaftlichen Genossenschaft. Dabei wurde das Gebäude stark vernachlässigt und der erhalten gebliebene Teil des Schlossparks zerstört. Im Zuge der Gebietsreform von 1960 wurde Žerotín zum 1. Januar 1961 mit Strukov zur Gemeinde Žerotín-Strukov zusammengeschlossen. Gleichzeitig erfolgte die Auflösung des Okres Šternberk, und die neue Gemeinde wurde dem Okres Olomouc zugewiesen. Am 24. November 1990 löste sich die Gemeinde Žerotín-Strukov auf und Žerotín wurde wieder eigenständig. Nach der Samtenen Revolution erfolgte in den 1990er Jahren die Rückgabe des Schlosses, das seitdem leer steht und nicht zugänglich ist.
Die Bewohner des Ortes leben von der Landwirtschaft. Žerotín ist größtenteils von Feldern und Wiesen umgeben.

## Sehenswürdigkeiten
- Barockschloss Žerotín, erbaut 1751, nicht zugänglich
- Kapelle, errichtet 1882
- Nischenkapelle
- „Koráb“ (Schiff), ein Altan aus einer ausgehauenen hohlen Eiche im Schlosspark, die vier Personen